# يوشيو كوسوغي
يوشيو كوسوغي (باليابانية: 小杉義男؛ بالكانا: こすぎ よしお) هو ممثل ياباني، ولد في 15 سبتمبر 1903 في نيكو في اليابان، وتوفي في 12 مارس 1968.

## وصلات خارجية
- يوشيو كوسوغي على موقع IMDb (الإنجليزية)
- يوشيو كوسوغي على موقع ألو سيني (الفرنسية)
- يوشيو كوسوغي على موقع أول موفي (الإنجليزية)
- يوشيو كوسوغي على موقع قاعدة بيانات الأفلام السويدية (السويدية)
- يوشيو كوسوغي على موقع قاعدة بيانات الفيلم (الإنجليزية)
- يوشيو كوسوغي على موقع كينوبويسك (الروسية)